# Anufrievia badjawae
Anufrievia badjawae är en insektsart som beskrevs av Irena Dworakowska 1976. Anufrievia badjawae ingår i släktet Anufrievia och familjen dvärgstritar. Inga underarter finns listade i Catalogue of Life.